# Klokan hnědý
Klokan hnědý (Dendrolagus inustus) je vačnatec z čeledi klokanovití (Macropodidae) a rodu tzv. stromových klokanů – Dendrolagus.

## Systematika
Klokan hnědý představuje společně s klokanem medvědím (D. ursinus) jednoho z prvních objevených stromových klokanů. Jejich objeviteli se na konci 20. let 19. století stali přírodovědci z plachetnice Triton, jejichž úkolem bylo získat přírodovědné vzorky z nizozemských kolonií v jihovýchodní Asii. První exemplář klokana hnědého, mezi místními známého jako „wakera“, byl odchycen v oblasti Lobo v dnešní provincii Západní Papua. Vědecký popis nově objeveného druhu zhotovil roku 1840 německý přírodovdec Salomon Müller, jeden ze členů posádky na Tritonu. Jím zvolené binomické jméno Dendrolagus inustus zůstává platné dodnes.
Klokan hnědý vytváří celkem dva poddruhy, s následujícím areálem výskytu na Nové Guineji:
- Dendrolagus inustus finschi Matschie, 1916 – poloostrovy Ptačí hlava a Fak Fak; dále přidružené ostrovy Yapen, Waigeo aj.
- Dendrolagus inustus inustus Müller, 1840 – severní pobřeží Nové Guineje

Z evolučního hlediska představuje klokan hnědý sesterský druh vůči všem ostatním novoguinejským stromovým klokanům, po kladu zahrnujícím dva australské druhy (Dendrolagus lumholtzi a Dendrolagus bennettianus) je tak druhou nejbazálnější linií rodu Dendrolagus.

## Popis
Klokan hnědý dosahuje délky těla 80 až 90 cm a hmotnosti 8 až 15 kg, samci bývají podstatně větší než samice, byť u klokanů rodu Dendrolagus obecně nebývá pohlavní dimorfismus příliš výrazný. Tělo je adaptováno pro pohyb ve stromoví: přední a zadní končetiny jsou zhruba stejně dlouhé, vybavené hákovitými drápy, ocas představuje balanční orgán (byť nemá schopnost úchopu). Tělo porůstá břidlicově šedá až čokoládově hnědá srst střední délky. Hlava je šedá, s výraznýma černýma ušima, ocas tmavý a na základně často olysalý. Srst na ramenou roste v opačném směru, což pomáhá při odvádění vody.

## Ekologie
Klokani hnědí se vyskytují v tropických lesích, od nížinných oblastí v asi 100 m až po vysokohorské lesy v Torricelliho pohoří. Jde o stromové savce, kteří se živí listy, plody a měkkou stromovou kůrou. Klokani hnědí patří mezi obratné lezce, kteří jen málokdy slézají na zem, přičemž v podrostu se pohybují nepříliš ladnými skoky na zadních končetinách, s ocasem drženým nad zemí. O sociální struktuře a rozmnožování tohoto druhu není známo dostatečné množství informací.

## Ohrožení
Mezinárodní svaz ochrany přírody (IUCN) ve svém vyhodnocení stavu ohrožení z roku 2016 považuje klokana hnědého za zranitelný druh s klesající populací. IUCN uvádí pokles populací o více než 30 % v průběhu poslední generace (tj. 10 let). Mezi hlavní ohrožující faktory se řadí lov místními komunitami pro maso a přeměna lesů na zemědělskou půdu a komerční plantáže olejných palem. Populace v severním pobřežním pásmu ostrova je těmito faktory znatelně více ohrožena než ostatní populace.